# Любен Стоев
Любен Стефанов Стоев е български художник, известен със социалната ангажираност на творбите си.

## Биография
Стоев е роден на 18 януари 1939 година в София. Брат е на режисьора Джеки Стоев. В 1959 година завършва Художествената гимназия и след това в 1963 година графика във Висшето училище за изобразителни изкуства в Дрезден, Източна Германия при професор Леа Грундиг.
Стоев има повече от 30 самостоятелни изложби в България и чужбина и взима участие в многобройни общи и национални изложби в България, както и в Австралия, Турция, Кипър, Унгария, Румъния, Чехия, Русия, Индия, Алжир и други. Стоев пътува много – в Далечния Изток, Африка, Южна Америка. Още в Дрезден му оказват силно влияние острата социална философия и начина на рисуване на големите творци Ото Дикс, Георг Грос и Ханс Грундиг и така в творчеството му има амалгама от здрав академичен тренинг, наследството на немската графична култура и особености и характерни черти на дрезденския експресионизъм от 20-те и 30-те година на XX век, особено в областта на гравюрата на дърво. Основна тема в творчеството му е социалната – болката, нищетата, оскърбените, унижените, малкият човек.
Стилът му е силно разнообразен – използва рисунка, колаж, графика, пастели. В последния период на живота си Стоев създава инсталации, които са без аналог в съвременното българско изкуство – оригинални пространствени композиции, съчетание на поп-арта, на масмедийната среда и на предметния реквизит, в които Стоев отново потапя съвременния му малък човек от търсещата изход от прехода България.
Любен Стоев умира на 13 декември 2016 година.